# Огонь и ночь (спектакль, 1911)
Огонь и ночь (латыш. Uguns un nakts) — спектакль Нового Рижского театра, поставленный режиссёром Алексисом Миерлауксом по пьесе Райниса. Премьера состоялась 26 января 1911 года, последний спектакль прошел в 1915 году.
Постановка «Огонь и ночь» заняла значительное место в истории латышского театра. Спектакль стал образцом синтетического искусства в латышском театре.
Райнис в своих записках к пьесе «Огонь и ночь» от 10 мая 1911 года писал:
Лачплесис повинуется цели, своим идеалам, Спидола только себе непосредственно, ее идеалы в потоке жизни — только собственное отражение. Она преодолевает оцепенелость Лачплесиса, видя в ней безжизненность. Но в конце концов будет побеждена Лачплесисом, ибо увидит, что этот идеал не вне Лачплесиса, не цель, а самая жизнь Лачплесиса. Идеал внутри нас есть наиболее яркое отражение нашей жизни, он определяет направление этой жизни, ее смысл. Оставаться верным идеалу, значит, оставаться верных самому себе. Идеал — душа жизни.

## Создатели спектакля
Режиссёр — Алексис Миерлаукс, для него постановка «Огонь и ночь» стала самым значительным произведением в карьере. Автором декораций для спектакля был сценограф Янис Куга. Специально для спектакля композитор Николай Алунан написал музыку. Постановщик танцев — хореограф Мартыньш Каулиньш.

## Декорации и костюмы
Куга тесно работал с автором пьесы Райнисом. Привлечённые Новым театром средства позволили создать новые декорации ко всем пяти актам, а также выдержанные по стилю костюмы. На работу Куги оказали влияние такие художники, Николай Рерих, Лев Бакст и Виктор Васнецов, но в основном в декорациях использовал формы древнего зодчества и национальный латышский орнамент. Эскизы декораций пейзажа были составлены на основе реальных пейзажей у реки Даугавы. Были использованы и необходимые по ходу действия эффекты освещения и транспарантные декорации. Критики подчёркивают сдержанную и гармоничную гамму в костюмах и декорациях, отдельно выделяют работу над эскизами костюмов и гримом главного персонажа. Нарядная одежда героини Спидолы была украшена характерным для стиля модерн волнообразным узором. Ныне костюм реставрирован и считается лучшим образцом латышского сценического костюма того времени.
Открывается занавес. Замок Айзкрауклиса. Комната в желтовато-алых тонах. Тип декораций — фантастично-пестрый… В левом углу — постель. У постели, спиной к публике, образ под черном покрывалом, точнее: черный, таинственный образ. Это — Спидола.Литератор Антон Биркертс, 1911 год

## Действующие лица и исполнители
- Спидола — Тия Банга; Лилия Эрика; Бирута Скуениеце

Про роль Спидолы критик Антон Биркертс пишет:
«Где у одной сила, у другой — слабость, но порицать и пренебрегать или же восхвалять нельзя ни ту, ни другую. Эрика отлично справляется с величественными и властительными эпизодами, в свою очередь, Тия Банга лучше в загадочных местах — она более гибка и даже более мистична — одним словом, совсем другая. И главное — каждая любима своей частью публики».
- Лачплесис — Адолфс Кактыньш (1911—1913); Эдуард Смильгис (1913)

Эдуард Смильгис в 1947 году, будучи уже режиссёром, самостоятельно поставит спектакль «Огонь и ночь». За эту постановку Смильгису будет вручена Сталинская премия второй степени.
- Лаймдота — Бирута Скуениеце

## История создания
В 1909 году Новый Рижский театр приступил к постановке пьесы, но у театра не хватало средств. Театральная администрация обратилась в различные общества и к частным лицам за ссудой. В короткое время необходимая денежная сумма была собрана. Сохранились подписи пожертвователей, среди них — рабочие-металлисты, портовые рабочие, швеи и другие.
В 1910 году режиссёр Екабс Дубурс отправляет Райнису свою версию постановки «Огонь и ночь». Райнис её отклоняет. В июне 1910 года Миерлаукс отправляется в Швецию к Райнису, чтобы лично согласовать пьесу с авторам. К сотрудничеству также была привлечена Аспазия. Получив разрешение от Райниса, Миерлаукс возвращается в Ригу. Подготовка спектакля началась в августе 1910 года. На генеральную репетицию были приглашены родственники и знакомые актёров и организаторов спектакля; присутствовала также полиция, которая следила, чтобы не произносились запрещённые цензурой тексты.
26 января 1911 года в Новом Рижском театре состоялась премьера. Пьеса собрала одну из самых больших касс в Риге.
15 апреля 1914 года спектакль «Огонь и Ночь» был показан в сотый раз: впервые спектакль латышского театра достиг такой планки.

## Критика
Газета «Jaunā dienas lapa» после премьеры написала: «Спектакль „Огонь и ночь“ — это самое совершенное изо всего, что достигнуто латышами в искусстве».